# 切里克里克
切里克里克（英語：Cherry Creek）是位于美国纽约州肖托夸县的一个镇，地处肖托夸县东部、詹姆斯敦东北。2010年美国人口普查时，该镇有1118人。最初的定居者于1815年左右到达此地。1829年，切里克里克镇正式建立。